# Македонска патриотична организация „Балкански мир“ (Ленсинг)
Македонската патриотична организация „Балкански мир“ е секция на Македонската патриотична организация в Ленсинг, Мичиган, САЩ. Основана е през 1923 година, а през 1939 година към нея е основана младежка организация. Междувременно се деактивира за кратко, но се възстановява към 18 юни 1934 година.